# 重要性
| ウィキペディアには「重要性」という見出しの百科事典記事はありません（タイトルに「重要性」を含むページの一覧/「重要性」で始まるページの一覧）。 代わりにウィクショナリーのページ「重要性」が役に立つかもしれません。 |